# Тимонино (деревня, Красноярский край)
Тимонино — деревня в Ачинском районе Красноярского края России. Входит в состав Лапшихинского сельсовета.

## География
Посёлок расположен в 33 км к северо-востоку от райцентра Ачинск.

## Население
| 1989 | 2002 | 2010 |
| ---- | ---- | ---- |
| 160  | ↘109 | ↘71  |

Гендерный состав
По данным Всероссийской переписи населения 2010 года 37 мужчин и 34 женщины из 71 чел.